# Ouragan Dorian
Pour les articles homonymes, voir Cyclone tropical Dorian.
L’ouragan Dorian est le cinquième système tropical, la quatrième tempête tropicale, le second ouragan et le premier ouragan majeur de la saison 2019 dans l'Atlantique nord. Il a atteint la catégorie 5 dans l'échelle de Saffir-Simpson au moment de passer sur le nord des Bahamas et d'y demeurer près de 48 heures. Le Premier ministre de ce pays, Hubert Minnis, a déclaré que Dorian était la plus grande crise nationale de l'histoire de l'archipel. C'est également le plus intense ouragan ou ex-ouragan à frapper la Nouvelle-Écosse depuis l'ouragan Juan en 2003.
Formé à partir d'une onde tropicale sortant de la côte africaine le 19 août, Dorian n'est devenu une dépression tropicale puis une tempête tropicale que le 24 août à plus de 1 000 km à l'est de la Barbade. Le 27 août, il a traversé les Petites Antilles, juste au sud de Sainte-Lucie avant de tourner vers le nord-ouest et se diriger vers Porto Rico et de devenir un ouragan de catégorie 1 sur Saint-Thomas (îles Vierges des États-Unis). Le système a continué vers le nord-ouest bien au large des Bahamas pour devenir de catégorie 2 tard le soir (local) du 29 août, de catégorie 3 en après-midi au 30 août et catégorie 4 le soir même. Dans son rapport émis le 1 septembre à 12 h UTC, le NHC confirma le passage à la catégorie 5 du cyclone et parla d'un « cataclysme extrêmement dangereux » pour les Bahamas. Le NHC émit ensuite un bulletin à 18 h UTC qui rehaussa les vents soutenus sur une minute à 295 km/h, ce qui fait de Dorian l'ouragan avec les vents les plus forts jamais observés dans le nord-ouest des Bahamas, ainsi que le deuxième plus fort ouragan de l'histoire cyclonique de l'Atlantique nord après Allen, laissant derrière lui l'exceptionnelle Irma. Il est passé ensuite le long des côtes de la Floride et des Carolines avant de se diriger vers la Nouvelle-Écosse et frapper les provinces de l'Atlantique du Canada comme cyclone extra-tropical aussi puissant qu'un ouragan de catégorie 2 le 7 et 8 septembre. Dorian a finalement rejoint le nord de l'océan Atlantique le 9 septembre.
Le 28 février 2020, le bilan provisoire passait à 74 morts aux Bahamas et la dévastation était totale sur les îles Abacos et à Grand Bahama, en plus d'un mort rapporté à Porto Rico et de 8 morts indirects aux États-Unis. Le vrai nombre de morts aux Bahamas pourrait cependant se chiffrer à plusieurs centaines de personnes selon certaines estimations et les dommages matériels à au moins 7 milliards de dollars. Le coût des dommages aux États-Unis et au Canada n'est pas encore connu.
Le nom Dorian a été retiré des listes futures de la nomenclature des cyclones tropicaux par l'Organisation météorologique mondiale à cause de l'étendue de ses dégâts et décès,. Le nom sera remplacé par Dexter dans la liste de 2025.

## Évolution météorologique

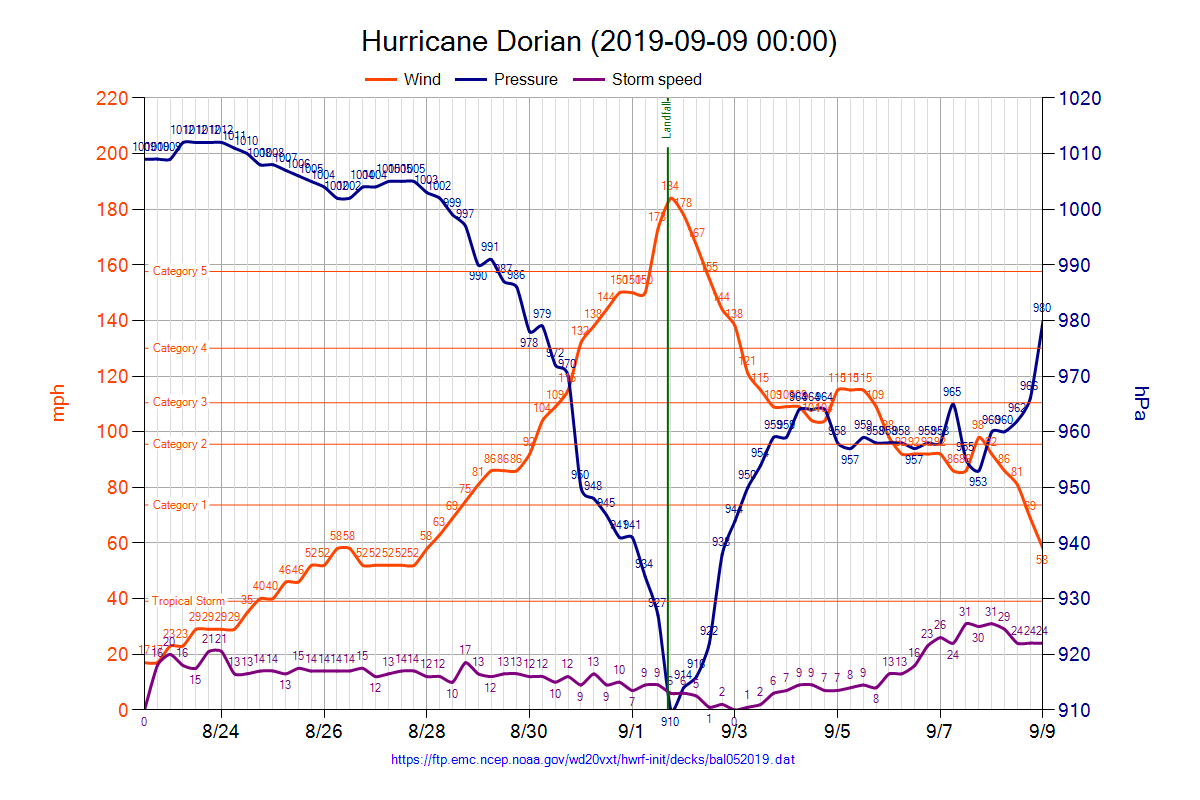
Variation de la pression, des vents et de la vitesse de déplacement

Une onde tropicale est sortie de la côte africaine vers le 19 août. Le 23 août, elle a formé un système dépressionnaire dans l’océan Atlantique entre les îles du Cap-Vert et les Petites Antilles Il s’est rapidement organisé et vers midi le lendemain le NHC l'a classé dépression tropicale Cinq à 1 300 kilomètres à l'est-sud-est de la Barbade. À 21 h UTC le 24 août, le National Hurricane Center reclassait la dépression tropicale en tempête tropicale baptisée Dorian. Elle était située à 1 165 km à l'est de la Barbade et se déplaçait vers l'est à 19 km/h tout en s’intensifiant lentement.
Le 26 août, les vents de Dorian soutenus estimés étaient de 95 km/h avec des rafales atteignant les 120 km/h et la tempête se déplaçait à l’ouest à une vitesse de 22 km/h. Cependant, lorsque Dorian est passée près de la Barbade vers 3 h UTC le 27 août, ce n'est qu'une rafale de 89 km/h qui fut rapportée. Un avion de reconnaissance a signalé que la tempête était un peu moins intense qu'anticipé dans les données satellitaires.
Au matin du 27, Dorian est passée entre Sainte-Lucie et Saint-Vincent et les Grenadines, les veilles ou alertes alors furent étendues vers Porto Rico et la République dominicaine. Le 28 à 3 h UTC, le NHC mentionna dans son bulletin que les rapports d'un avion de reconnaissance montraient toujours que les vents maximum soutenus étaient de 45 nœuds (83 km/h) et que la configuration nuageuse restait irrégulière. La trajectoire s'est graduellement inclinée déplaçant la zone menacée plus vers le nord des Petites Antilles que Porto Rico ou Hispaniola.

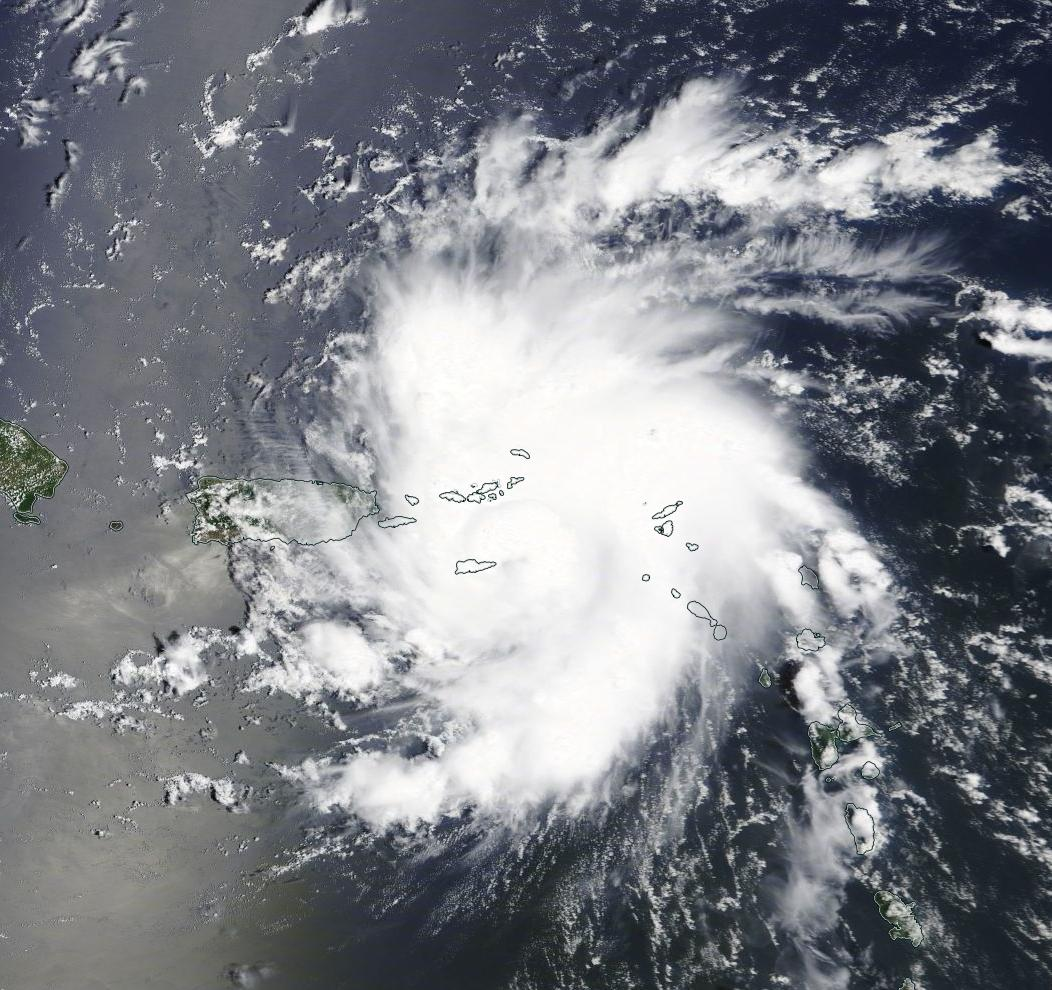
Dorian passant sur les îles Vierges et Porto Rico le 28 août.

Le matin du 28 août, les images du satellite météorologique et les données radar météorologique de Porto Rico montrèrent que Dorian était en train de mieux s'organiser en développant des bandes orageuses dans son quadrant nord. Un avion de reconnaissance a rapporté des vents d'environ 50 nœuds (93 km/h), la formation d'un mur d'œil partiel et une pression centrale de 1 003 hPa. La conformation de Dorian restait compacte et asymétrique. À 15 h UTC, le centre était tout près de Sainte-Croix (îles Vierges des États-Unis) et ses vents soutenus avaient augmenté à 110 km/h. À 18 h UTC, le NHC rehausse le système au niveau d'ouragan alors qu'il passe sur Saint-Thomas (îles Vierges des États-Unis). À 21 h UTC, l'ouragan est passé au nord des Petites Antilles en continuant vers le nord-ouest tout en rencontrant des conditions favorables à un fort développement. La moitié est de Porto Rico et les îles Vierges étaient cependant encore affectés par des vents soutenus allant jusqu'à 130 km/h et des rafales plus fortes.
Le 29 août au matin, Dorian se retrouvait bien au large des Bahamas à 240 km au nord-nord-ouest de San Juan (Porto Rico). Il semblait marquer une pause dans son intensification avec une intrusion d'air sec visible dans la partie sud-est de la circulation et son œil rempli de nuages, les données des catasondes d'un avion de reconnaissance indiquant aussi que la pression centrale était revenue à 991 mb. Cela n'a pas duré et à 3 h UTC le 30 août (23 h locale le 29 août), le NHC rehaussa l'ouragan à la catégorie 2 de l'échelle de Saffir-Simpson avec des vents de 165 km/h alors qu'il était à 470 km à l'est-nord-est de îles les plus au sud des Bahamas.
Le 30 août, le bulletin du NHC de 19 UTC fit état du rehaussement du système tropical à la catégorie 3, ce qui fait de Dorian le premier ouragan majeur de la saison 2019. L'ouragan était alors à 715 km à l'est des îles du nord des Bahamas et présentait un fort potentiel de développement grâce aux eaux chaudes de l'océan et à un faible cisaillement des vents en altitude. À 20 h 30 local (0 h 30 UTC le 31 août), le National Hurricane Center a émis un bulletin spécial qui rehaussait Dorian à la catégorie 4 à la suite du rapport d'un avion chasseur d'ouragans qui mesura des vents de 215 km/h.

Dorian la nuit du 1er au 2 septembre sur les Bahamas.

Sa trajectoire commença alors à s’incurver vers l'ouest-nord-ouest puis l'ouest et au matin du 31 août, Dorian se retrouvait à 450 km des îles du nord des Bahamas. Son œil bien distinct avait alors un diamètre de 15 milles marins (28 km) et sa vitesse de déplacement étaient en ralentissement à 19 km/h. Le 1er septembre à 12 h UTC, l'ouragan atteignit finalement la catégorie 5 à 55 km à l'est de Great Abaco avec une pression centrale de 927 mb et des vents de 260 km/h. Il se déplaçait seulement à 13 km/h et ses effets s'étendaient sur tout le nord des Bahamas. À 18 h 0 UTC, sa pression était de 911 hPa, ses vents de 295 km/h et sa vitesse de déplacement encore en ralentissement à 11 km/h alors que Dorian frappait Great Abaco. Il devenait alors l'ouragan avec les vents les plus forts que le nord-ouest des Bahamas n'ait jamais connus,. Des rafales à 354 km/h potentielles furent mentionnées par le NHC.

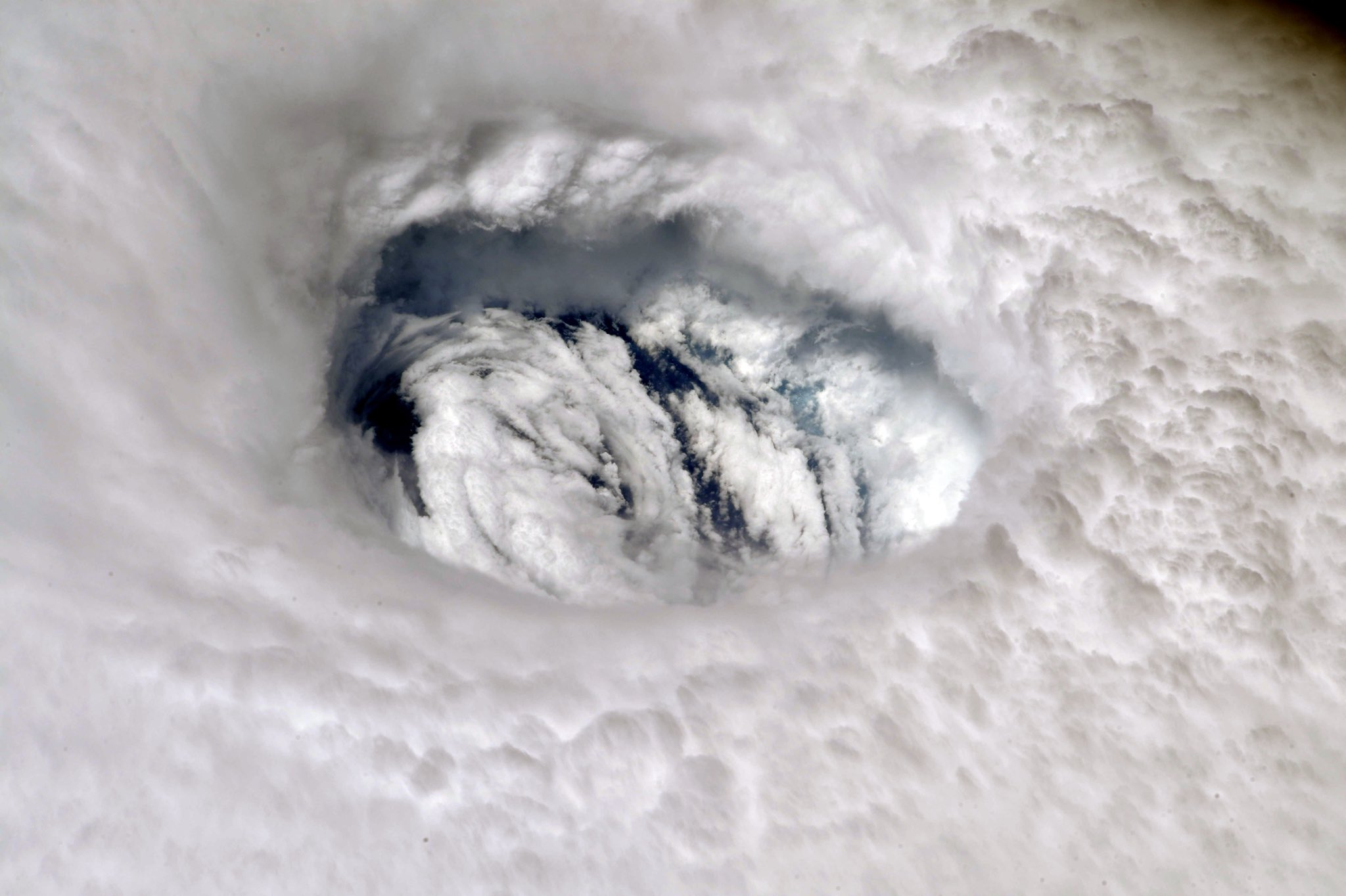
Vue de l'oeil de l'ouragan le 2 septembre à.

Durant la nuit du 1er au 2 septembre, Dorian a de plus en plus ralenti. Le matin, son centre était à 50 km de Freeport (Bahamas) mais ne se déplaçait qu'à seulement 2 km/h permettant à des quantités exceptionnelles de pluie de tomber et aux vents de souffler sans discontinuer sur les îles du nord de l'archipel (qui restèrent environ 12 heures dans le mur de l'œil). La friction avec les îles et la remontée d'eau froide causée par le brassage des vents commença à le faire faiblir. Après 27 heures de catégorie 5, à 15 h UTC du 2 septembre, l'ouragan fut rétrogradé en catégorie 4 mais tout en restant très puissant avec des vents soutenus de 245 km/h. L'ouragan est resté stationnaire le reste la journée tout en diminuant très lentement d'intensité.
Tôt le matin du 3 septembre, l'ouragan fut rétrogradé à la catégorie 3 avec des vents de 195 km/h et faisant toujours du surplace sur Grand Bahama. Dorian était ainsi presque immobile depuis 18 heures, la circulation atmosphérique environnante de la crête subtropicale étant très faible. À 15 h UTC, Dorian redescendait à la catégorie 2 avec des vents soutenus de 175 km/h et commença à se diriger très lentement vers le nord-ouest. En fin de soirée, Dorian était rendu à 155 km à l'est de Cap Canaveral et commençait à courber vers le nord en longeant la côte de Floride tout en augmentant de diamètre.
Le 4 septembre à 18 h UTC, Dorian était rendu au large du nord de la Floride, à 185 km de Jacksonville, et se dirigeant vers la côte de la Caroline du Sud. À 3 h UTC le 5 septembre (23 heures local le 4 septembre), Dorian est remonté à la catégorie 3 à 170 km au sud de Charleston (Caroline du Sud). Au matin du 5 septembre, la trajectoire commença à se courber vers le nord-est et il est retombé à la catégorie 2 à 80 km à l'est-sud-est de Charleston. Plus tard en journée, l'ouragan se mit à longer la côte de la Caroline du Nord, le mur de l’œil (50 km de diamètre) rasant celle-ci.

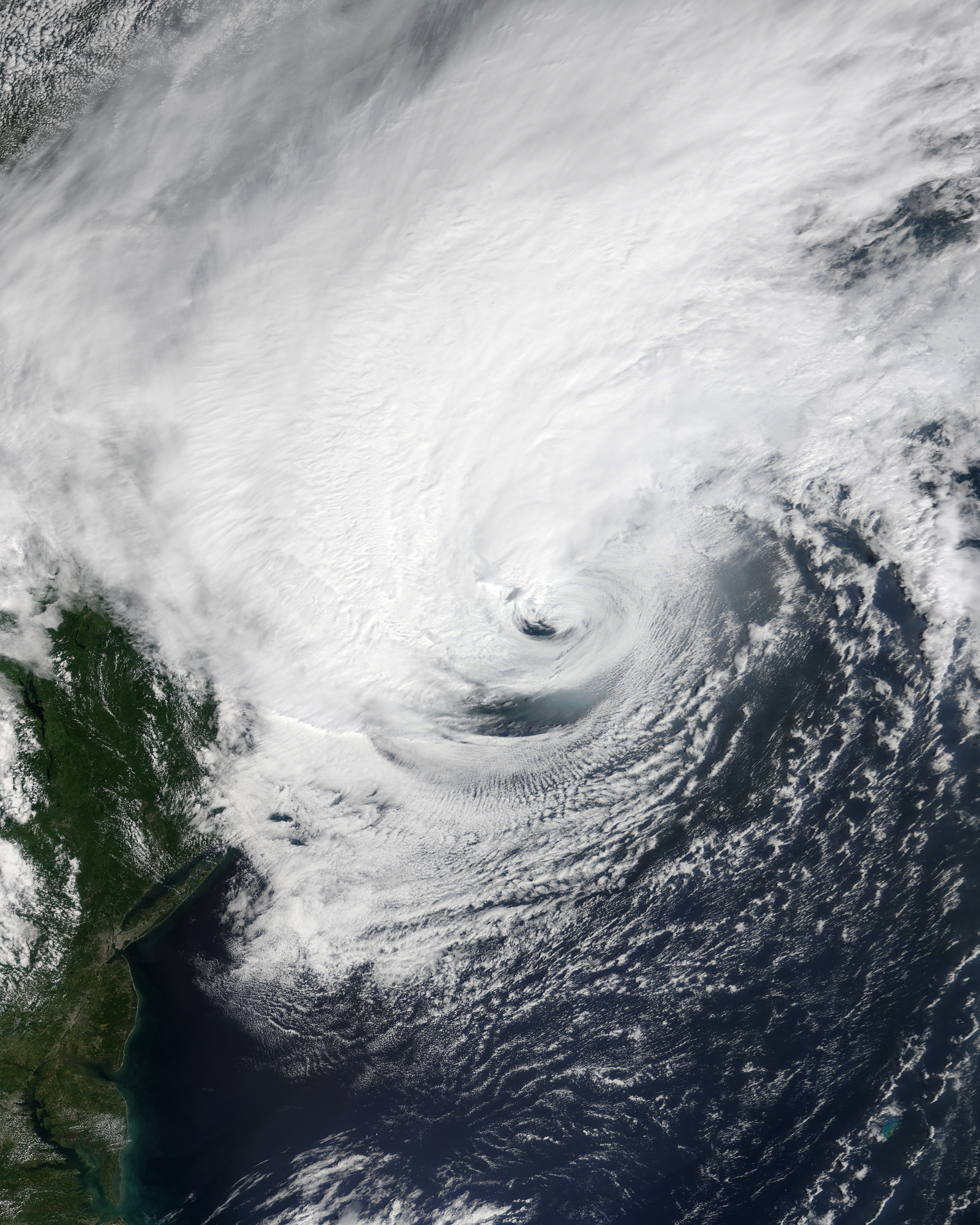
Dorian le 7 septembre à rehaussé à la catégorie 2 au large de la Nouvelle-Écosse.

La nuit du 5 au 6 septembre, Dorian est retombé à la catégorie 1 de l'échelle de Saffir-Simpson et a touché terre aux Outer Banks de Caroline du Nord, près de Cape Lookout. À 15 h UTC le 6 septembre, l'ouragan était rendu à 85 km au nord-est du Cap Hatteras et se dirigeait vers le nord-est à 28 km/h tout en accélérant. Tard le soir, l'œil de Dorian n'était plus apparent dans l'imagerie satellitaire conventionnelle et il était devenu asymétrique, une première indication qu'il commençait à acquérir des caractéristiques extratropicales en entrant sur des eaux plus fraîches.
Le 7 septembre au matin, l'ouragan de catégorie 1 était rendu à 230 km au sud-est de Nantucket, Massachusetts. La pluie et les vents avaient déjà commencé à affecter la Nouvelle-Écosse, le Nouveau-Brunswick et le Maine en fin de nuit. Fait inhabituel, dans son bulletin émis à 16 h UTC, le NHC rehaussa l'ouragan à la catégorie 2 alors qu'il s'apprêtait à toucher la Nouvelle-Écosse tout en passant sur des eaux plus froides et en latitude élevée mais en interagissant avec un système frontal qui l'a aidé à s'approfondir,. Sa configuration étant de plus en plus extra-tropicale, à 21 h UTC, le NHC déclare que Dorian était devenu un cyclone post-tropical de même intensité à 80 km au sud-sud-ouest d'Halifax (Nouvelle-Écosse).
À 23 h 5 UTC (19 h 5 local) le 7 septembre, le NHC et le Centre canadien de prévision des ouragans ont annoncé que le centre de l'ex-Dorian avait touché la côte à Sambro Creek (25 km au sud d'Halifax) avec une pression centrale de 958 hPa et des vents soutenus de 155 km/h. Durant la soirée et la nuit suivante, la tempête post-tropicale a traversé la Nouvelle-Écosse, l'Île-du-Prince-Édouard, les Îles de la Madeleine et se retrouvait au matin dans le nord du golfe du Saint-Laurent à peine plus faible. En fin d'après-midi, la dépression était rendue dans le détroit de Belle-Isle, entre le Québec et Terre-Neuve, avec des vents soufflant à 100 km/h (sous le seuil d'ouragan) et se dirigeant vers le nord-est à 37 km/h pour passer au sud du Groenland. Le dernier bulletin du NHC fut émis à 3 h UTC le 9 septembre mentionnant que la dépression ne contenait plus de nuages orageux car elle passait sur des eaux à seulement 10 °C et qu'elle serait absorbée par un autre système 48 heures plus tard.

## Préparatifs

### Antilles
Le 25 août à 9 h UTC, une veille de tempête tropicale a été émise pour la Barbade. Plus tard dans la journée, davantage de veilles et d'avertissements furent émis pour un plus grand nombre d'îles. Le lendemain 26 août, elles furent placées en alerte cyclonique, incluant la Martinique, alors que Dorian se situait à 330 km de la Barbade et que le phénomène accélérait sa formation. Une alerte d'ouragan a même été émise pour Sainte-Lucie le 26 août à 15 h UTC. À la Barbade, le Premier ministre Mia Mottley a ordonné la fermeture de toutes les écoles et a conseillé aux habitants du pays de rester à l'intérieur pendant toute la durée de la tempête.

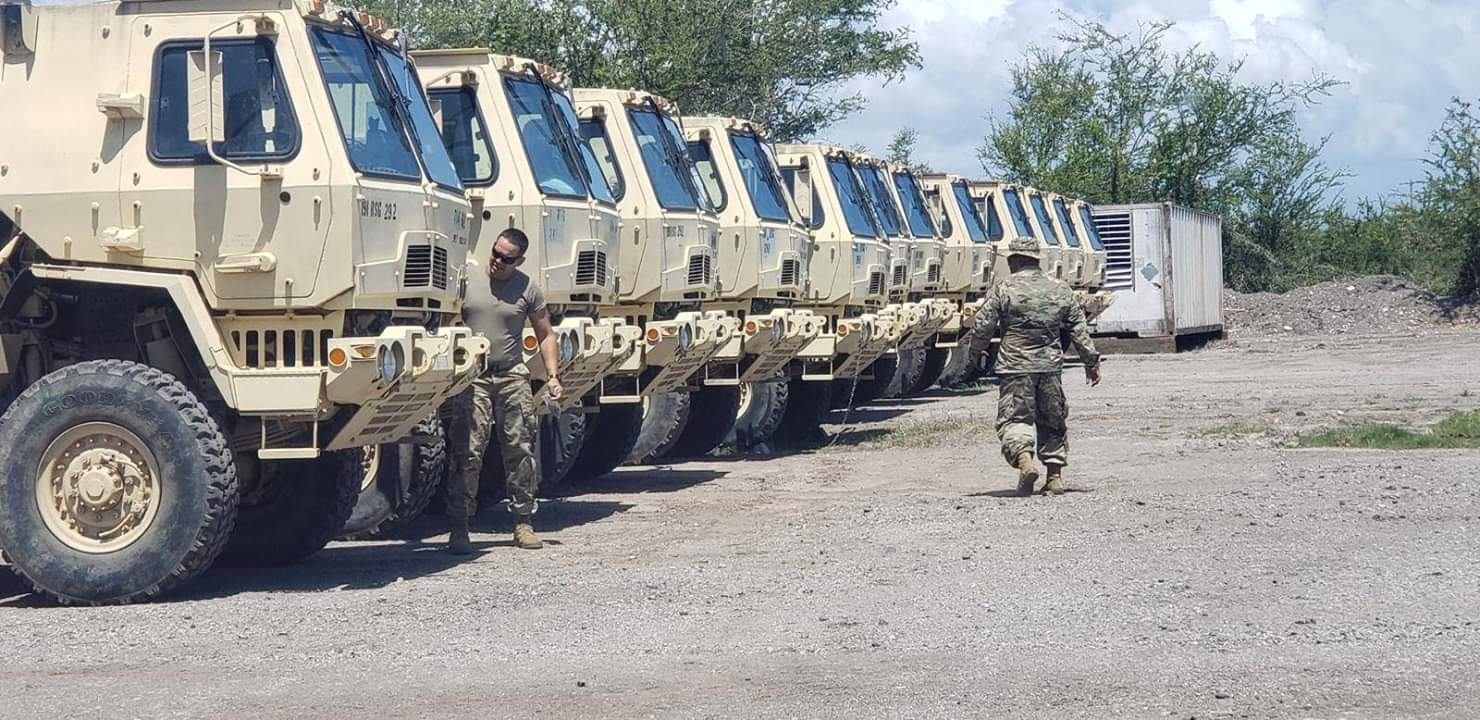
Garde nationale de Porto Rico se préparant pour Dorian.

À Porto Rico, la population commença à se munir dès le 26 août de groupes électrogènes et de réserves d’eau alors que les prévisions faisaient passer le système sur l'île qui fut durement touchée par l’ouragan Maria en 2017. Wanda Vázquez, gouverneure de Porto Rico déclara l'état d'urgence le 27 août. Le soir même, le président américain Donald Trump fit de même, la déclaration d'état d'urgence permettant de débloquer des fonds fédéraux pour les secours, coordonnés par l'agence fédérale américaine des situations d'urgence (FEMA). Le lendemain, la Garde nationale de Porto Rico fut mise sur un pied d'alerte pour appuyer toute opération de secours : des centaines de véhicules, de génératrices et de camions citernes furent ravitaillés en carburant pour être prêts à être déployés.
Les hauts responsables du gouvernement portoricain ont signalé des approvisionnements suffisants mais certains gouverneurs locaux ont indiqué un manque de générateurs et d'abris publics appropriés. Tous les bureaux et écoles publics furent fermés et 360 centres d'hébergement d'une capacité collective de 48 500 personnes furent ouverts. Les organisations privées ont rapidement travaillé avec la gouverneure pour assurer la sécurité des résidents. Un réseau de radio fut mis en service pour informer les résidents des progrès de l'ouragan.
À la suite du changement de trajectoire vers le nord, les îles Vierges n’ont pas eu beaucoup de temps pour se préparer, en particulier la distribution des sacs de sable afin de lutter contre les inondations chez les habitants.

### Bahamas
Les îles du nord des Bahamas furent mises en veille cyclonique le matin du 30 août. Elles sont passées en alerte cyclonique en après-midi. Dans son bulletin du 31 août, le NHC mentionna en particulier les effets dévastateurs de l'arrivée de l'onde de tempête, des vents et de la pluie torrentielle.
Les compagnies aériennes multiplièrent les avertissements aux passagers. Ainsi, American Airlines émis un bulletin le 29 août au soir recommandant aux passagers de 4 aéroports aux Bahamas, et celui de Providenciales des îles Turques-et-Caïques, de modifier sans frais leur réservation pour des vols jusqu’au 11 septembre.

### États-Unis

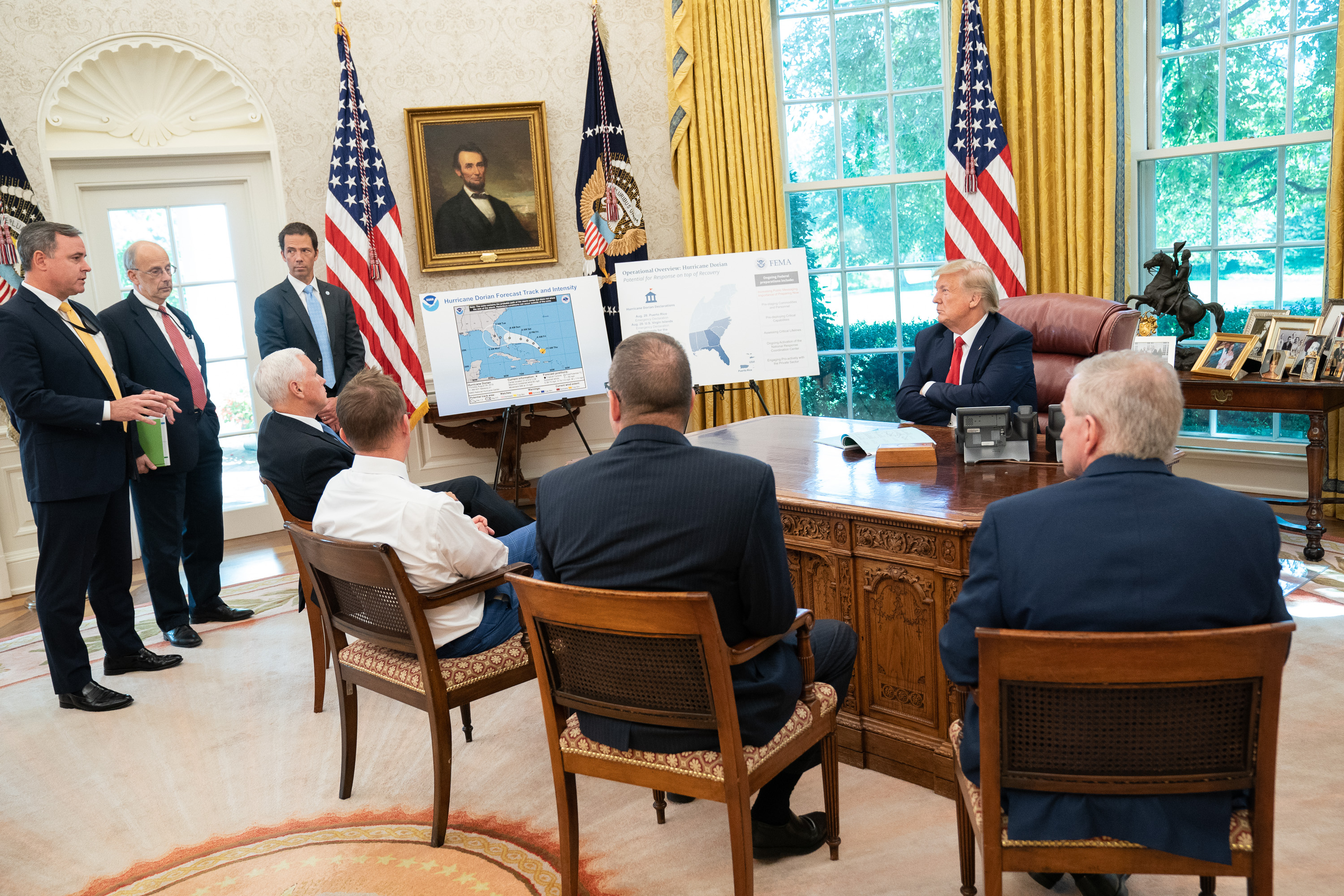
Le président Donald Trump recevant un compte-rendu à propos de l'ouragan Dorian le 29 août 2019 dans le bureau ovale de la Maison-Blanche.

Le 28 août, le gouverneur Ron DeSantis de l'État de Floride a déclaré l'état d'urgence à l'approche du cyclone. Le personnel de secours a distribué des sacs de sable dans beaucoup de comtés et les résidents ont commencé à stocker des provisions dans tout l'État. Dans le comté de Brevard, directement sur le trajet prévu de l'ouragan, les habitants ont travaillé pour couper de grandes branches d’arbres afin de protéger les lignes électriques. L'université du centre de la Floride, l'université Stetson, le Rollins College et le Daytona State College ont tous annulé leurs cours entre le 30 août et le 3 septembre. De nombreux événements sportifs et culturels furent annulés ou reportés.
Le 28 août, le gouverneur de Géorgie, Brian Kemp, a déclaré l'état d'urgence pour les comtés côtiers se trouvant dans la trajectoire prévue de l'ouragan. Le 30 août, le gouverneur de la Caroline du Nord, Roy Cooper, fit de même pour l'ensemble de l'État. Le 31 août, la gouverneure Kay Ivey de l’Alabama a annoncé que la Garde nationale de l’Alabama enverrait jusqu’à cinquante personnes de soutien en Floride pour contribuer aux efforts de redressement. Le même jour, le gouverneur de la Caroline du Sud, Henry McMaster, a déclaré l'état d'urgence pour l'ensemble de l'État après que la trajectoire prévue de Dorian par le NHC fut modifiée.
Les compagnies aériennes multiplièrent les avertissements aux passagers. Ainsi, American Airlines émit un bulletin le 29 août au soir recommandant aux passagers de 13 aéroports en Floride, dont Miami, Fort Lauderdale et Orlando, de modifier sans frais leur réservation pour des vols jusqu’au 11 septembre. Delta Air Lines mentionnait aussi deux aéroports de Géorgie, et les clients de JetBlue Airways, Southwest Airlines, Spirit Airlines ou Allegiant Air, entre autres, purent également changer leur voyage.
Au 30 août, plus de 20 millions d'Américains risquaient de ressentir les impacts de Dorian, dont environ 3,7 millions de personnes âgées. Les magasins et les stations service étaient envahis par la population pour faire des réserves en prévision du passage de l'ouragan. La Garde nationale a été mise sur un pied d'alerte pour aider les citoyens avant et après son arrivée. Les maisons étaient placardées en de nombreux endroits pour minimiser les dégâts. Le principal centre spatial de la NASA, le Centre spatial Kennedy (KSC), s'est préparé à la prochaine tempête en mettant en sécurité certains matériels essentiels, dont la plateforme de lancement mobile, à l'intérieur. SpaceX fit de même avec sa plateforme à la base aérienne de Cape Canaveral Air Force.
Une partie de la côte de la Floride fut mise en alerte cyclonique le 1er septembre par le National Hurricane Center. Le même jour, lors d'une conférence de presse, le gouverneur McMaster a annoncé que l'évacuation obligatoire des comtés côtiers qui entreraient en vigueur le lundi 2 septembre à midi. Les bureaux du gouvernement et les écoles de ces comtés furent aussi fermés jusqu'à nouvel ordre, ainsi que de nombreux collèges dont le College of Charleston et la Coastal Carolina University. Le 2 septembre les avertissements du NHC furent allongés vers la côte de la Géorgie et de la Caroline du Sud. En Caroline du Nord, le Charlotte Motor Speedway qui se trouve bien à l'intérieur des terres a ouvert gratuitement ses terrains de camping aux personnes évacuées par l’ouragan et l’Université de Caroline du Nord à Wilmington a annulé les cours pour la semaine du 3 septembre tout en ordonnant l’évacuation du campus,.
Le 2 septembre, le gouverneur de Virginie, Ralph Northam, a à son tour déclaré l'état d'urgence pour la côte de la Virginie jeudi. Le 3 septembre, plus de 9 500 personnes étaient réfugiées dans 121 abris en Floride selon les autorités et les routes d'évacuation étaient ouvertes dans un seul sens pour sortir de la zone à évacuation obligatoire. Dans le Tennessee, le Bristol Motor Speedway a ouvert l'un de ses terrains de camping aux évacués. Les alertes cycloniques furent également allongées à la côte de la Caroline du Nord par le NHC, puis à celle de la Virginie.
Le 5 septembre les veilles cycloniques furent allongées vers le Cap Cod au Massachusetts, puis au sud-est du Maine.

### Canada
Le 4 septembre, le Centre canadien de prévision des ouragans émettait des avis météorologiques pour les provinces de l'Atlantique et l'extrême est du Québec à la suite de la projection de la trajectoire de Dorian. Ce fut suivi de veilles cycloniques tard le 5 septembre. Le 6 septembre, le Service météorologique du Canada émit les premiers avertissements de pluie, d'onde de tempête et de vent associés avec Dorian pour la Nouvelle-Écosse le matin et les a prolongé vers le Nouveau-Brunswick, l'île-du-Prince-Édouard, les îles de la Madeleine, l'est du Québec et Terre-Neuve en après-midi.
Le gouvernement du Nouveau-Brunswick a annulé la Conférence des gouverneurs de la Nouvelle-Angleterre et des premiers ministres de l’Est du Canada, qui devaient avoir lieu à Saint-Jean, au Nouveau-Brunswick, du 8 au 10 septembre. En Nouvelle-Écosse, les autorités d’Halifax ont émis un avis d'évacuation volontaire des zones côtières, ainsi que l'annulation du service d'autobus et de traversier à partir du 7 septembre à midi pour au moins 24 heures. Tous les parcs provinciaux furent également fermés dès le 6 septembre au soir.

## Impacts
| Pays et régions | Pays et régions  | Morts               | Disparus | Dégâts matériels         | Réf.   |
| --------------- | ---------------- | ------------------- | -------- | ------------------------ | ------ |
| Barbade         | Barbade          | 0                   | 0        | inconnus                 |        |
| Sainte-Lucie    | Sainte-Lucie     | 0                   | 0        | inconnus                 |        |
| Martinique      | Martinique       | 0                   | 0        | inconnus                 |        |
| Guadeloupe      | Guadeloupe       | 0                   | 0        | inconnus                 |        |
| Bahamas         | Bahamas          | 74                  | 424      | Au moins 7 milliards $US | ,      |
| États-Unis      | Porto Rico       | 1                   | 0        | inconnus                 | [ 78 ] |
| États-Unis      | Floride          | (6 indirects)       | 0        | 1,2 milliard $US         | ,      |
| États-Unis      | Géorgie          | 0                   | 0        | 1,2 milliard $US         | [ 83 ] |
| États-Unis      | Caroline du Sud  | 0                   | 0        | 1,2 milliard $US         |        |
| États-Unis      | Caroline du Nord | (3 indirects)       | 0        | 1,2 milliard $US         | [ 84 ] |
| Canada          | Canada           | 0                   | 0        | 78,9 millions $US        | ,      |
| Total           | Total            | 75 (et 9 indirects) | 424      | >8,28 milliards $US      |        |

### Petites Antilles

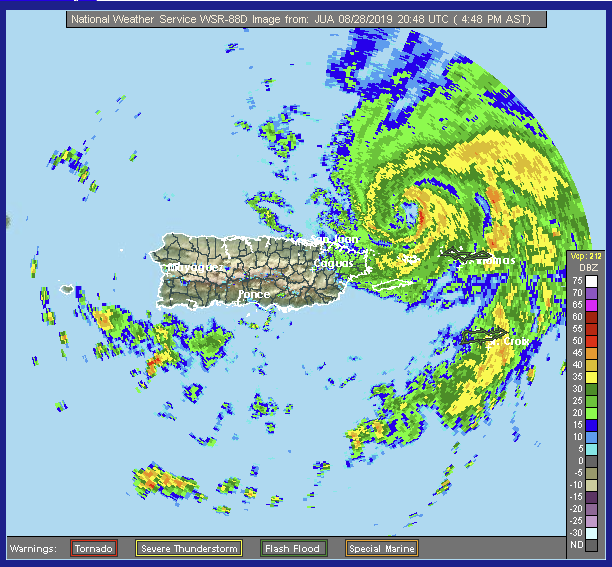
Image du radar météorologique de Porto Rico montrant Dorian passant sur les îles Vierges.

Lorsque Dorian a traversé les premières îles des Petites Antilles, des vents de 80 km/h furent rapportées. Son centre est passé juste au sud de la côte sud de la Barbade et à l'aéroport international Grantley-Adams des rafales à 89 km/h furent notées ainsi que 19,8 mm de pluie. Les quantités de pluie reçues par les stations météorologiques personnelles sur l’île allaient de 12 à 40 mm. Le centre de Dorian est ensuite passé près de Sainte-Lucie ce qui a perturbé la circulation mais les vents avaient légèrement diminués et les quantités pluie ne dépassèrent pas 25 mm à l’Aéroport international d'Hewanorra.

#### Antilles françaises
En Martinique, 94 mm de pluie furent rapportées par certaines stations météorologiques personnelles. Les cumuls ont aussi atteint selon Météo-France de 120 mm à Rivière-Pilote, dont 63 mm en une heure, et 121 mm à Ducos Manzo pendant qu'une rafale de vent fut mesurée à 100 km/h au plus fort de la tempête à Caravelle,. D'importantes inondations furent signalées à cause des crues dues aux fortes pluies, endommageant des commerces, des routes et des habitations avec plus de 4 000 foyers privés d'électricité,. Météo-France rapporta que les vagues dans le canal de Sainte-Lucie étaient en moyenne de 2,5 à 3 m avec quelques-unes à plus de 5 mètres.
En Guadeloupe, les îles subirent de forts orages en périphérie du système. Les cumuls les plus importants furent notés sur les sommets de Basse Terre dont le maximum de 174,4 mm en 30 heures à La Providence Petit-Bourg, 72 mm à Capesterre-Belle-Eau et 68 mm à Sainte-Rose en 15 heures. Le centre de Dorian est resté assez éloigné des îles de Saint-Barthélemy et de Saint-Martin. Les pluies furent donc faibles en général sur la première mais des cumuls locaux furent plus notables sur Saint-Martin avec 84 mm en 24 heures le 28 août à l’aéroport international Princess Juliana.

#### Îles Vierges
Le 28 août aux îles Vierges Américaines, une station météorologique de montagne à Buck Island, juste au sud de Saint-Thomas, a signalé des vents soutenus de 132 km/h et des rafales à 178 km/h, une valeur enflée par le relief, mais à Saint-Thomas le vent a atteint 120 km/h,. À Christiansted, ville principal de Sainte-Croix, des milliers de foyers furent privés d’électricité. Des coupures de courant et des inondations furent signalées ailleurs dans les îles Vierges américaines et Britanniques. Les grands vents ont abattu des arbres à travers les îles. Le long de la côte, plusieurs bateaux ont rompu leurs amarres et se sont échoués. Aucun décès ne fut causée par la tempête mais une personne est morte à Saint John de causes naturelles.

### Porto Rico
À Porto Rico, un homme de 80 ans est mort en tombant d’une échelle sur laquelle il était monté pour réparer son toit alors que les premières rafales de Dorian balayaient l'île. Seul l'extrême est fut vraiment touché avec des coupures de courant et des inondations signalées dans les îles Vieques et Culebra, après que Dorian eut traversé le secteur. Les rafales de vent à Culebra ont ainsi atteint 100 km/h mais seulement 56 km/h dans la capitale de San Juan. Environ 23 000 ménages ont perdu le courant électrique sur tout le territoire,.

### Bahamas

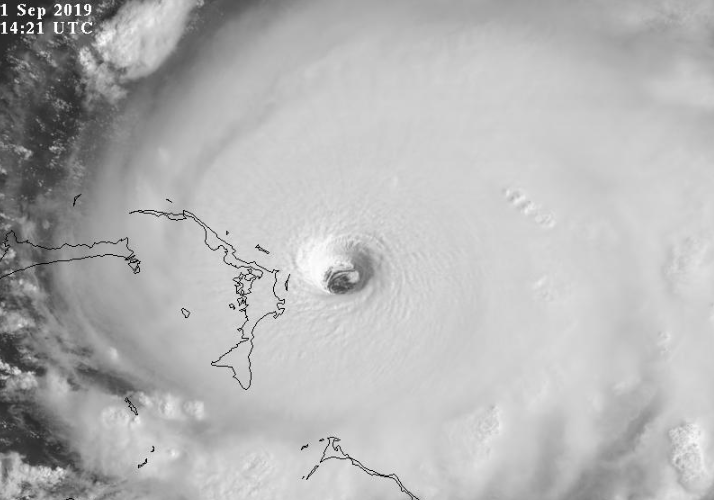
Dorian toucha les îles Abacos à sa plus forte intensité.

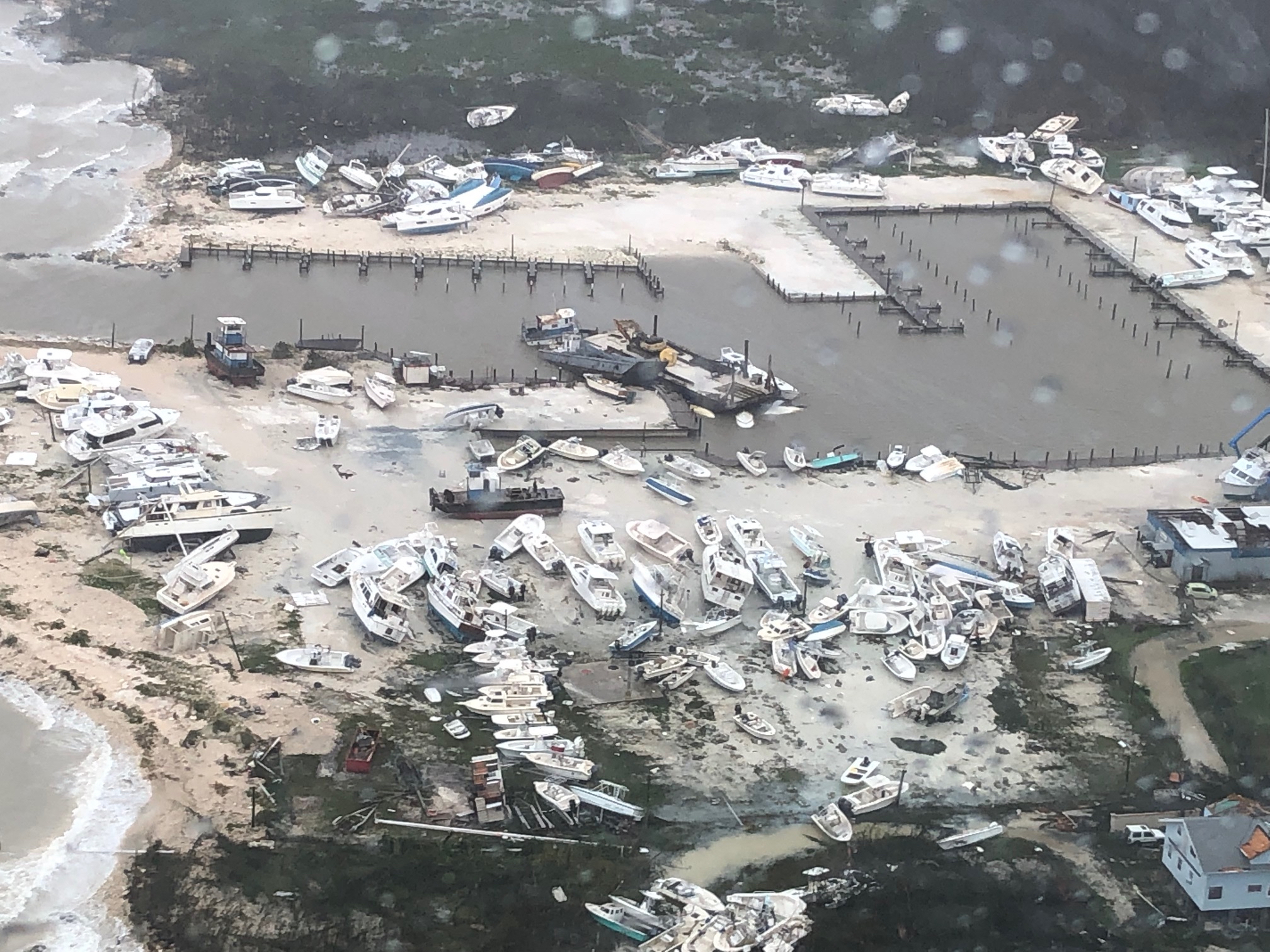
Destruction sur les Bahamas.

Les marées ont augmenté aux Bahamas avant l'arrivée de Dorian et un fort courant d'arrachement s'est également développé. Le 1er septembre au matin, les pires conditions d'ouragan sont arrivées dans certaines des îles Abacos et elles sont devenues exceptionnelles quelques heures plus tard. L'onde de tempête allant jusqu'à 23 pieds (7 m) au-dessus de la marée normale, fut signalée sur les îles Abacos et l’île Grand Bahama.
Les premiers rapports signalèrent des pannes de courant, des inondations, des toits arrachés de bâtiments et la destruction de quais, alors que le mur de l'œil de la tempête traversait directement les îles selon le directeur général du ministère du Tourisme et de l'Aviation des Bahamas.
Marsh Harbour a été particulièrement touché selon un observateur volontaire. Plus de la moitié des maisons avaient été endommagées, la piste de l’aéroport était sous l’eau, des inondations importantes couvraient les rues et les plages, des arbres étaient endommagés et des toits de maisons détruites,.
Au 2 septembre 2019, l'aéroport international de Grand Bahama était sous l'eau. Le premier mort est un garçon de 8 ans qui s'est noyé dans l'onde de tempête et sa sœur fut portée manquante. Plus tard en journée, l'agence France-Presse rapporta que le bilan était d'au moins 5 morts. Les parties centrale et orientale de l’île furent les plus touchées alors que les données satellitaires suggèrent que 76 à 100 % des bâtiments furent détruits.
La Fédération internationale des Sociétés de la Croix-Rouge et du Croissant-Rouge (FICR) signalait que pas moins de 13 000 maisons avaient été endommagées ou détruites sur l'île d'Abaco. On pense également que de vastes inondations ont provoqué la contamination des puits d'eau par l'eau de mer, créant un besoin urgent d'eau propre. Une panne électrique généralisée affectait New Providence.
Du point de vue environnemental, le dépôt pétrolier de la société norvégienne Equinor, sur l’île de Grand Bahama, a subi à une fuite de pétrole qui compliqua les efforts de reconstruction. Une partie des toits de cinq des dix cuves du terminal se sont envolés et deux de ces cuves furent transpercées, laissant s’échapper le pétrole. Le groupe pétrolier a assuré dans un communiqué qu’il nettoierait les conséquences de la fuite de pétrole.
Au 3 septembre, les communications avec les îles touchées étaient très difficiles à cause des dommages aux infrastructures. Certains témoignages par réseaux sociaux parlaient du niveau de l’eau atteignant par endroits la hauteur des toits, les vagues déchiquetant le bois des habitations, les rues étant inondées et jonchées d’arbres, les poteaux électriques étant arrachés. Au moins 70 000 personnes avaient besoin d’aide alimentaire selon l’ONU qui s’apprêtait à participer à deux équipes d’évaluation aux Bahamas, notamment avec des experts du Programme alimentaire mondial (PAM),.
Alors que l'ouragan Dorian a passé plus de temps à ravager Grand Bahama, les îles Abacos pourraient avoir subi les conséquences les plus graves, en particulier dans les communautés d'immigrés haïtiens pauvres (dont beaucoup sont sans papiers) qui vivent dans des bidonvilles,.
Le 28 février 2020, le bilan provisoire passait à 74 morts (63 sur Abaco et 11 à Grand Bahama). Au même moment, 280 personnes manquaient toujours à l'appel alors que ce nombre était de 2 500 juste après les événements. Le bilan matériel fut estimé à au moins 7 milliards de dollars américains.

### États-Unis continentaux
Risk Management Solutions estima le 14 septembre que les dommages assurés aux États-Unis pourraient s'élever entre 0,5 et 1,5 milliard $US. Les centres nationaux d’information sur l’environnement estiment eux que le total des dommages aux États-Unis dépasse 1,2 milliard de dollars

#### Géorgie
Dorian n'a pas causé de dégâts importants en Géorgie mais a grandement nuit à l'économie, en particulier l'industrie touristique de Savannah qui aurait dû recevoir de grandes foules lors du long congé de la fête du Travail. Le directeur du conseil de direction du tourisme de la ville a déclaré que les entreprises avaient perdu des millions de dollars de bénéfices, notamment dans de l'hébergement, de la nourriture, de la vente au détail, des loisirs et du transport. La perte est estimée à près de 35 millions de dollars

#### Floride
Le 2 septembre, la Floride a commencé à subir des vents de force de tempête tropicale. À 18 h UTC (14 h local), la jetée de Juno Beach a enregistré une rafale de vent de 75 km/h. Toute la côte est le long de la trajectoire de Dorian a subi des vents de 60 à 100 km/h, dont un vent soutenu de 46 milles par heure (74 km/h) et une rafale de 59 milles par heure (95 km/h) à St. Augustine Beach, et plus fort au large. À Jacksonville le 4 septembre, des débris soufflés par le vent ont coupé le courant électrique par endroits.
Un décès est survenu à Indialantic lorsqu'un homme est tombé du troisième étage en placardant ses fenêtres. Dans le comté d'Orange, trois autres personnes sont décédées d'une manière similaire : un homme d'Ocoee est mort lors de la coupe d'un arbre, un autre est décédé des suites d'une crise cardiaque et un troisième de cause inconnue. Aucun de ces décès n'est directement relié aux effets de Dorian. Un sauveteur a dû secourir une femme happée au large par la mer à Jacksonville, tandis que d'autres nageurs étaient obligés de sortir de l'eau. Deux autres personnes sont décédées à la suite d'autres incidents indirectement reliés à Dorian.

#### Caroline du Nord

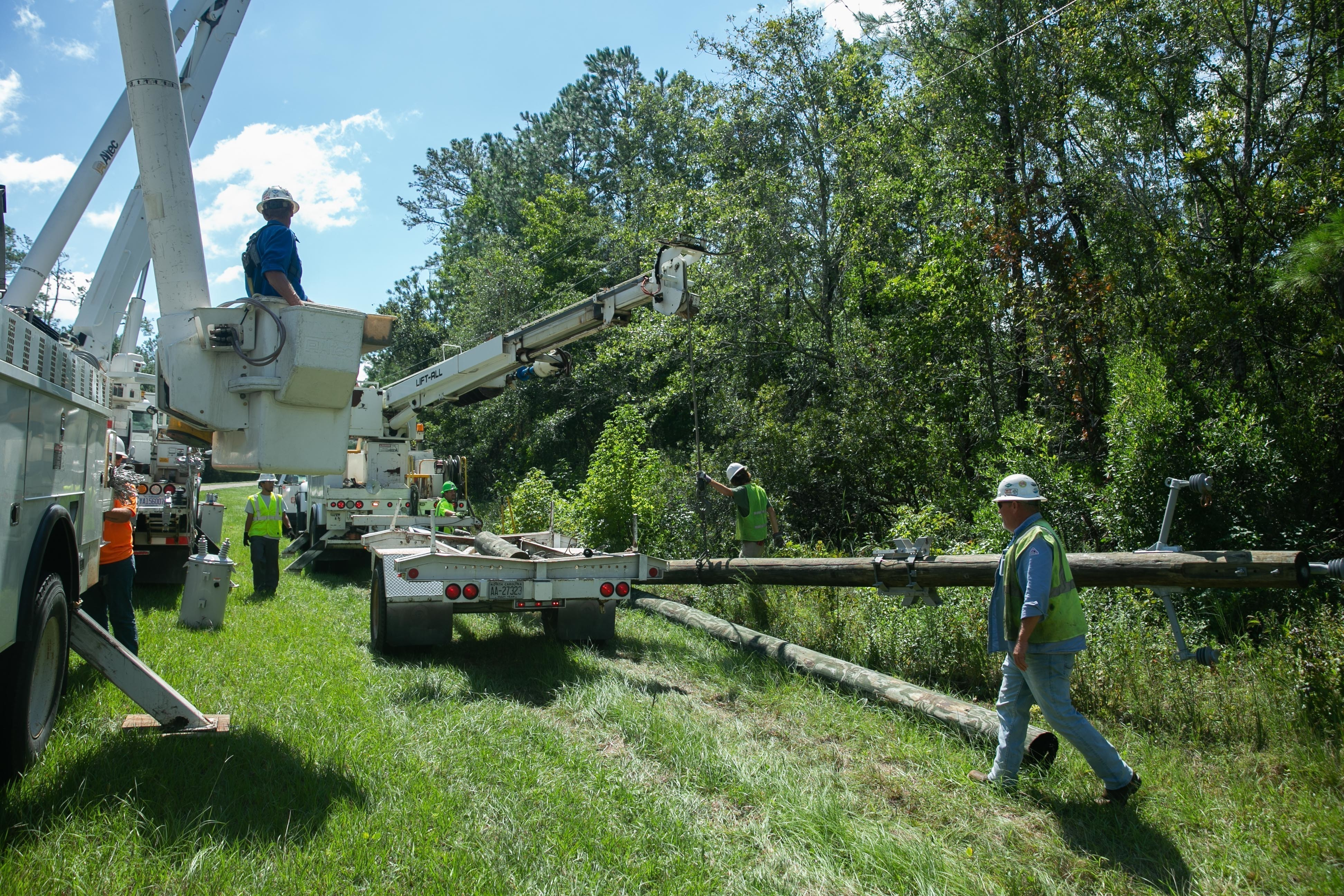
Réparations de ligne électrique au Camp Lejeune.

Le 5 septembre, plusieurs tornades engendrées par Dorian ont été signalées dans le comté d'Onslow. Lors du passage de l’œil de l'ouragan près de Cape Lookout, des rafales de vent de plus de 120 km/h furent rapportées. Un accident mortel indirect est survenu en Caroline du Nord le 4 septembre lorsqu'un homme de 85 ans est tombé d'une échelle alors qu'il placardait sa maison avant l'arrivée de l'ouragan. Le gouverneur a aussi confirmé un autre décès indirect, soit un homme de 67 ans du comté de Pamlico tombé d'une échelle alors qu'il se préparait à la tempête. Un troisième décès indirect est survenu le 7 septembre lorsqu'un homme est décédé à la suite d'une blessure alors qu'il tentait de débiter à la tronçonneuse un arbre tombé.
Plusieurs personnes sur l'île d'Ocracoke furent piégées dans leurs greniers après avoir été submergées par l'onde de tempête de 1,2 à 2,1 m, nécessitant le sauvetage par bateaux. Plus de 190 000 personnes furent privées de courant électrique à la suite de la tempête. Dorian a endommagé des parties de la route principale des Outer Banks et les responsables de l'Etat ont déclaré qu'il pourrait prendre des semaines pour réparer les routes. Les routes inondées et les lignes électriques tombées en panne ont également rendu le déplacement difficile. L’équipe de gestion des incidents du service des parcs nationaux a également signalé que l’érosion par les vagues qui ont remodelé certaines parties des îles barrières des Outer Banks.

#### Caroline du Sud
Le 5 septembre au matin, la station de l'aéroport international de Charleston dans le sud de l'État observait des rafales à 102 km/h mais une bouée météorologique au large signalait des vents soutenus de 97 km/h avec une rafale à 148 km/h au même moment. Dorian provoquait déjà des inondations, notamment à Charleston, et 200 000 bâtiments étaient sans électricité dans les zones touchées,,. À Little River, comté de Horry, une tornade a endommagé des arbres ainsi qu'une toiture et soulevé une voiture.

#### Autres États
Les vagues de l'ouragan ont provoqué l'érosion des plages du Delaware. Les vents au large la côte du New Jersey ont causé une mer agitée.

### Canada
Les compagnies d'assurance estimèrent les dommages à 105 millions $CAN (78,9 millions $US).

#### Maritimes

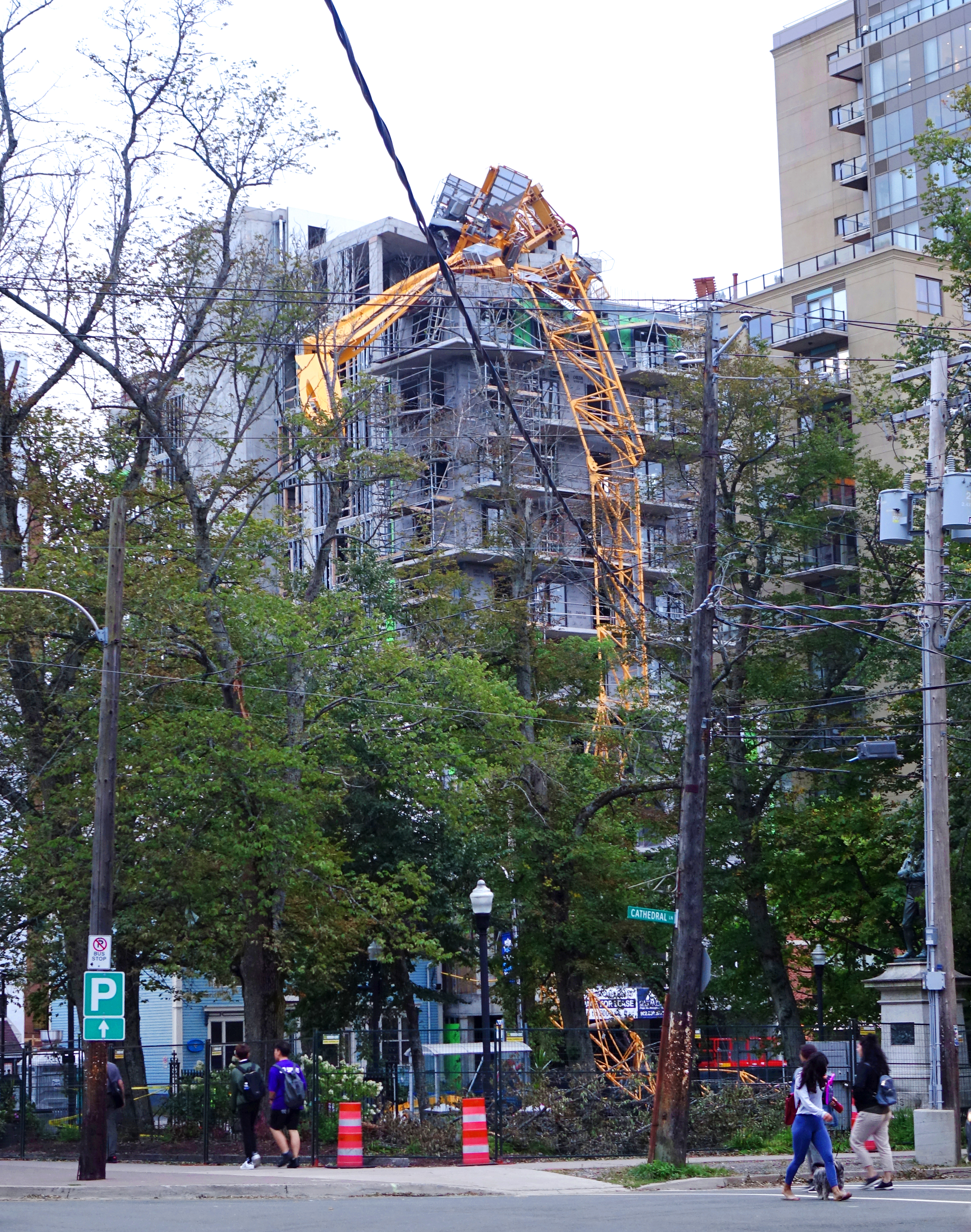
Grue de construction soufflée par Dorian et effondrée sur un édifice à Halifax.

Dorian a frappé les Maritimes le 7 septembre et dès la soirée un demi-million de clients avaient perdu le courant électrique. Les coupures affectaient surtout la Nouvelle-Écosse, jusqu'à 400 000 clients, où il a touché terre, mais aussi le Nouveau-Brunswick, l’Île-du-Prince-Édouard et les Îles-de-la-Madeleine.
Les stations terrestres du Service météorologique du Canada ont enregistré des vents en rafales de 141 km/h à Osborne Head près d’Halifax et de 130 km/h à Yarmouth (Nouvelle-Écosse). Il est également tombé de 75 à 150 millimètres de pluie sur la Nouvelle-Écosse, dans le sud-est du Nouveau-Brunswick et l’ouest de l’Île-du-Prince-Édouard. Ainsi au Nouveau-Brunswick, il est tombé 121 mm à Moncton, 101 mm à Miramichi et 83 mm Saint-Jean. À Summerside, île-du-Prince-Édouard, il est tombé 89 mm de pluie. En Nouvelle-Écosse, en début de soirée, des taux de précipitations de 100 mm/h furent notés dans le sud-ouest de la province, selon Environnement et Changement climatique Canada et les précipitations maximales furent notées à Lower Sackville (138 mm), Baccaro Point (131 mm) et Kentville à 110 mm alors que 90 mm furent signalés dans la capitale Halifax,.
L'onde de tempête a eu un fort impact sur les secteurs côtiers atlantiques de la Nouvelle-Écosse et du sud-ouest de Terre-Neuve, le détroit de Northumberland, les îles de la Madeleine, et certains secteurs de la Basse Côte-Nord du Québec de Blanc-Sablon à Chevery. Selon le marégraphe d'Halifax, le niveau des eaux a atteint 2,9 mètres avec une onde de 1,5 mètre. À Bas Escuminac sur la côte est du Nouveau-Brunswick, le niveau des eaux a atteint 2,44 mètres. Les vagues au large sur l'atlantique et les Grands Bancs de Terre-Neuve ont atteint de 12 à 15 mètres.
Au Nouveau-Brunswick, des dégâts par les vents et les vagues furent notés dans l'est de la province, en particulier à la marina de Shédiac où plusieurs bateaux ont été poussés les uns sur les autres et le quai de Pointe-du-Chêne, à proximité, subit de lourds dommages.
En Nouvelle-Écosse, le passage de l'ex-Dorian a déraciné de nombreux arbres, arraché des toits et coupé des lignes électriques sur son passage. Dans le port d’Halifax, les vagues ont endommagé certaines sections de la promenade du front de mer et l’eau atteignait les restaurants situés près de l’eau. Des images sur les réseaux sociaux montraient une imposante grue de construction à Halifax, s'effondrant sur le bâtiment voisin mais ne faisant aucun blessé connu. La Croix-Rouge canadienne a ouvert trois abris pour les sinistrés dans la région d’Halifax. Les écoles restèrent fermées en début de semaine dans la province et les transports en commun étaient paralysés à Halifax.
Parcs Canada a estimé que 80 % des arbres dans le segment ouest du parc national de l'Île-du-Prince-Édouard à Cavendish avaient été abattus par la tempête qui a aussi entraîné une érosion côtière de 2 m dans le parc.
Le gouvernement fédéral canadien, par son ministre de la Sécurité publique Ralph Goodale, annonça que les Forces armées canadiennes seraient déployées dans les Maritimes pour contribuer aux efforts de rétablissement, 700 militaires en tout,. Environ 300 de ces militaires furent déployés dans la région d'Halifax. Quelque 1 000 employés ont débuté le 8 septembre à réparer les lignes électrique en Nouvelle-Écosse et des monteurs de lignes du Maine furent appelés en renfort pour un travail qui durera plusieurs jours.

#### Québec et Terre-Neuve
L'ex-Dorian a frappé les Îles-de-la-Madeleine dans la nuit de samedi à dimanche et au plus fort de la tempête, les vents ont soufflé en rafale à près de 130 km/h. Ils ont causé des pannes d’électricité en début de soirée et 4 000 clients qui furent privés d’électricité selon Hydro-Québec (35 % de la population madelinienne). Il est tombé plus de 50 mm de pluie également. Il y a eu des dégâts aux quais, aux marinas, aux bateaux et quelques toitures qui se sont envolées alors que la station du Service météorologique du Canada a enregistré des vents en rafales à 120 km/h. À plusieurs endroits, des portions de falaises furent arrachées par les eaux et certaines infrastructures récréotouristiques ont complètement disparu. Plusieurs chalets ont d'ailleurs été lourdement endommagés par les vents et les vagues dans le secteur de la Martinique, au sud-ouest de Cap-aux-Meules. Le secteur de la Grave du côté de Havre-Aubert fut inondé en grande partie. Selon le maire, les systèmes de communication ont cependant tenu le coup.
En plein passage de Dorian, le Centre conjoint de coordination des opérations de sauvetage à Halifax, a reçu l’appel de détresse du navire qui était dans le secteur des îles de la Madeleine. Il avait des ennuis mécaniques et deux navires de Garde côtière canadienne lui furent dépêchés. Le bateau de pêche, qui comptait 5 personnes, a pu se rendre au port sous escorte par ses moyens malgré des vents de 70 à 120 km/h et des vagues de 12,8 mètres.
Sur la Basse-Côte-Nord, des rafales à 113 km/h furent notées à Lourdes-de-Blanc-Sablon et de plus de 90 km/h à Natashquan ainsi qu'à Chevery. À Heat Point sur l'île d'Anticosti, les rafales ont atteint 128 km/h et sur la pointe de la Gaspésie, des rafales de 105 km/h furent signalées à Cap-d'Espoir près de Percé. Il est également tombé autour de 50 mm de pluie dans toutes ces régions.
À Terre-Neuve et Saint-Pierre-et-Miquelon, environ 3 500 clients étaient sans électricité selon Newfoundland Power, la plupart des dégâts causés par la chute de gros de gros arbres ou bris des poteaux de transport dus à des rafales atteignant de 80 à 110 km/h partout en province et les 150 km/h dans les zones côtières de l'ouest,. Les quantités de pluie ne furent cependant pas importantes. Dans la nuit du 7 septembre, une bouée au large de Terre-Neuve a détecté une vague de 30 m.

## Secours et aide internationale

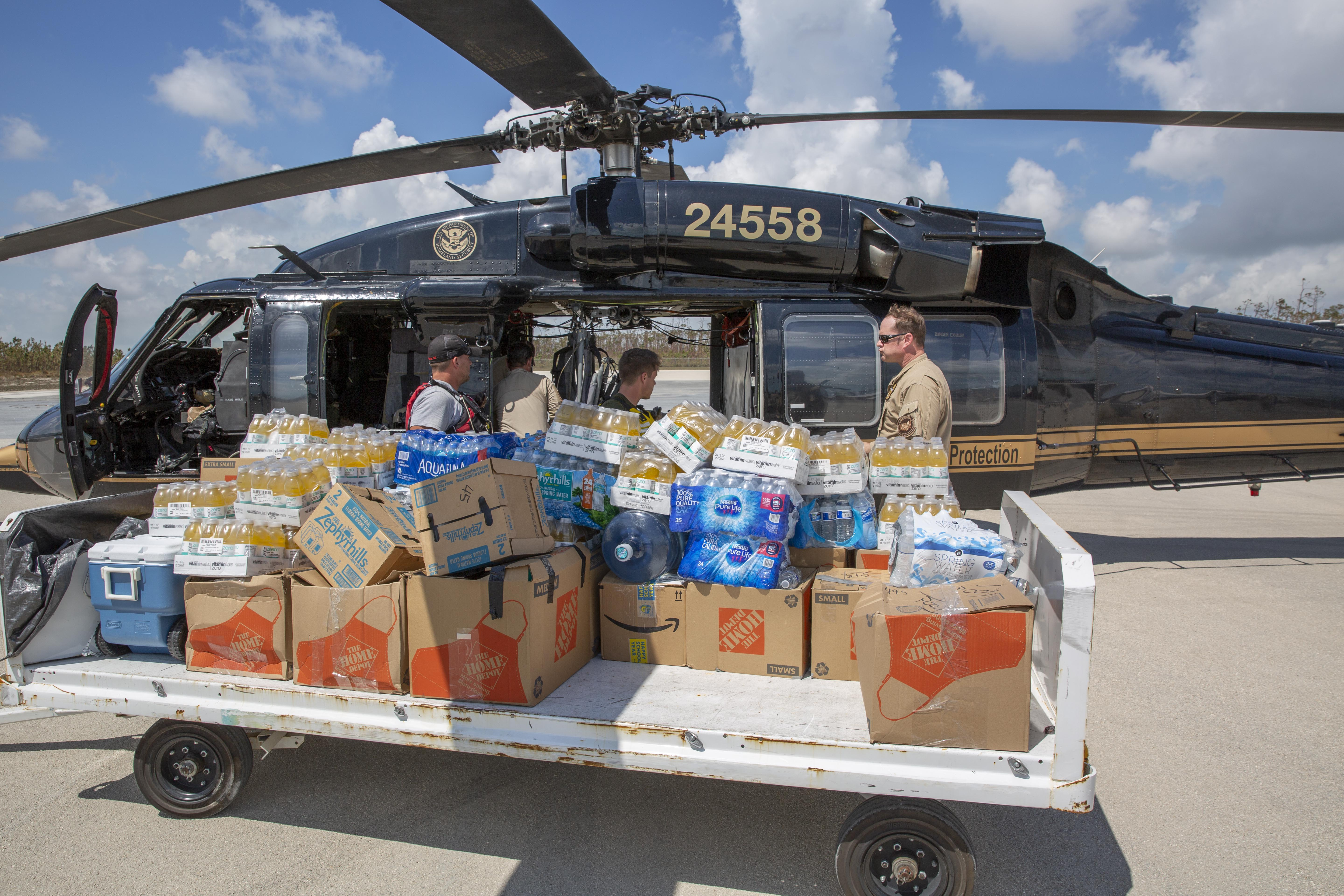
Agents du Service des douanes et de la protection des frontières des États-Unis livrant des denrées aux Bahamas.

### Contributions nationales
Le premier ministre canadien, Justin Trudeau, a déclaré dès le 4 septembre que son pays allait fournir une aide d’urgence d’un demi-million de dollars canadiens pour soutenir les organisations humanitaires et que des fonctionnaires, dont un spécialiste en ingénierie aéroportuaire, seraient également déployés aux Bahamas pour les secours sur place et aider les ressortissants canadiens. Le 6 septembre, le Canada a envoyé un avion CC-130J Hercules à Nassau, rejoignant l'équipe d'intervention en cas de catastrophe de la force de défense jamaïcaine. Le Canada a également annoncé une aide humanitaire de 500 000 dollars canadiens.
Le Royaume-Uni s'est engagé à verser 1,5 million de livres sterling en aide, livré par le navire RFA Mounts Bay, en fournitures d'urgence et en services d'un hélicoptère. Le gouvernement des îles Vierges britanniques a annoncé une contribution de 100 000 dollars américains aux Bahamas. Les États-Unis ont fourni quatre hélicoptères pour faciliter les opérations de recherche et de sauvetage, tandis que leurs garde-côtes ont également aidé à secourir les habitants pris au piège des eaux de crue,. Les Pays-Bas ont annoncé le 5 septembre qu’ils enverraient deux navires de guerre avec des fournitures de Sint Maarten situé à proximité.
Le Japon a fourni des tentes et des couvertures par l'intermédiaire de son agence japonaise de coopération internationale. L'Inde a annoncé qu'elle enverrait une aide d'un million de dollars US le 8 septembre, tandis que la Corée du Sud aurait envoyé une aide humanitaire de 200 000 dollars US le lendemain,.

### Nations Unies
Le secrétaire général adjoint des Nations unies pour les Affaires humanitaires, a mentionné le 5 septembre que l'organisme avait débloqué dans un premier temps un million de dollars américains pour combler les besoins en nourriture, en eau, en abris et en médicaments. Le programme alimentaire mondial (PAM) a envoyé une équipe de 15 experts pour coordonner les opérations d'urgence et fournit 14 700 repas. Le fonds d'assurance contre les catastrophes dans les Caraïbes (Caribbean Catastrophe Risk Insurance Facility) a versé aux Bahamas environ 10,9 millions de dollars américains le 6 septembre, en raison de l'activation de la police d'assurance du paysurance policy being activated.

### Autres organisations
Télécoms sans frontières fut la première organisation non gouvernementale (ONG) sur Abaco qui travailla au rétablissement de la connexion par satellite. Le 7 septembre, l'Organisation panaméricaine de la santé a envoyé une équipe de médecins, d’infirmières et 34 tonnes de matériel médical pour un séjour de trois mois dans le pays. Le 8 septembre, l'Organisation a lancé un appel de 3,5 millions de dollars pour couvrir les besoins en matière de soins de santé dans le pays. L' Organisation internationale pour les migrations a fourni 1 000 bâches au pays. L’organisme de bienfaisance canadien GlobalMedic a envoyé des volontaires avec des unités de purification d’eau et des trousses d’hygiène d’urgence.
Les compagnies de croisières Bahamas Paradise, Royal Caribbean, Norwegian et Carnival Cruise Lines ont commencé à envoyer des bouteilles d’eau et des repas aux Bahamas. Le navire Grand Celebration a offert de donner une chance aux évacués d'évacuer gratuitement en Floride, en autant qu'ils possèdent la documentation appropriée. Le 7 septembre, le navire a ainsi évacué plus de 1 100 personnes. Le président Donald Trump a déclaré que son administration envisageait d'étendre le statut de protection temporaire aux immigrants des Bahamas, victimes de l'ouragan.
De nombreuses personnes évacuées qui étaient montées à bord du Balearia Caribbean n'ont pas été informées qu'elles devaient avoir un visa pour les États-Unis et ont dû débarquer, y compris des familles avec enfants. La responsabilité de la confusion fut attribuée par les opérateurs du navire au Service des douanes et de la protection des frontières des États-Unis qui leur auraient dit que les visas n'étaient pas nécessaires.

## Statistiques

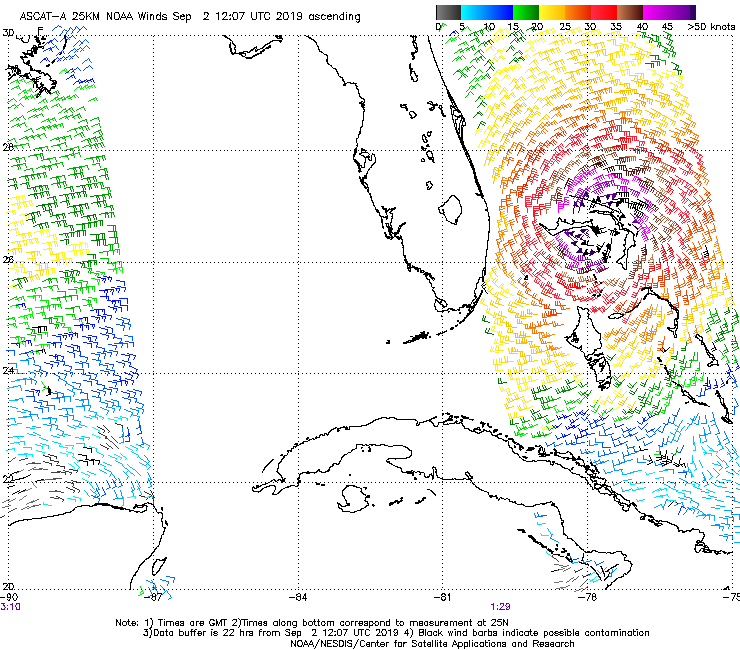
Vents de Dorian à son apex analysés par diffusomètre satellite.

Selon le National Hurricane center :
- Dorian est maintenant à égalité avec 3 autres pour avoir enregistré le deuxième vent le plus fort de tous les ouragans de l'Atlantique Nord :

1. Allen de 1980 avait des vents de 305 km/h
2. Dorian, l'ouragan de la Fête du travail 1935, Gilbert de 1988 et Wilma de 2005 : vents de 295 km/h.

- Dorian est à égalité pour le plus puissant ouragan de l'Atlantique au moment de toucher terre[2] : Dorian (Bahamas), ouragan de la Fête du travail 1935 (Keys de Floride) ;
- Dorian est le cinquième ouragan de catégorie 5 dans l'Atlantique Nord depuis 2016, rejoignant Michael (2018), Irma (2017), Maria (2017) et Matthew (2016). L'année 2019 est ainsi la quatrième année consécutive durant laquelle le bassin atlantique a connu au moins un ouragan atteignant ce niveau selon la NOAA[2] ;
- Dorian est le deuxième cyclone tropical de cette catégorie à l'échelle mondiale en 2019, rejoignant le super typhon Wutip (en) de février dans le Pacifique Nord-Ouest[2].

## Controverses du Président des États-Unis
Le président américain Donald Trump est l'auteur de quelques controverses durant cet événement dont la plus connue est le « Sharpiegate ».

### Préparatifs à Porto Rico
Le 28 août, le président a fait une sortie sur twitter dans lequel il dénonçait la corruption à Porto Rico (territoire faisant partie des États-Unis) et de la mairesse de San Juan, au moment où le territoire se préparait à l’arrivée de la tempête tropicale Dorian, au lieu d'apporter son soutien à l'effort des autorités locales.

### Sharpiegate

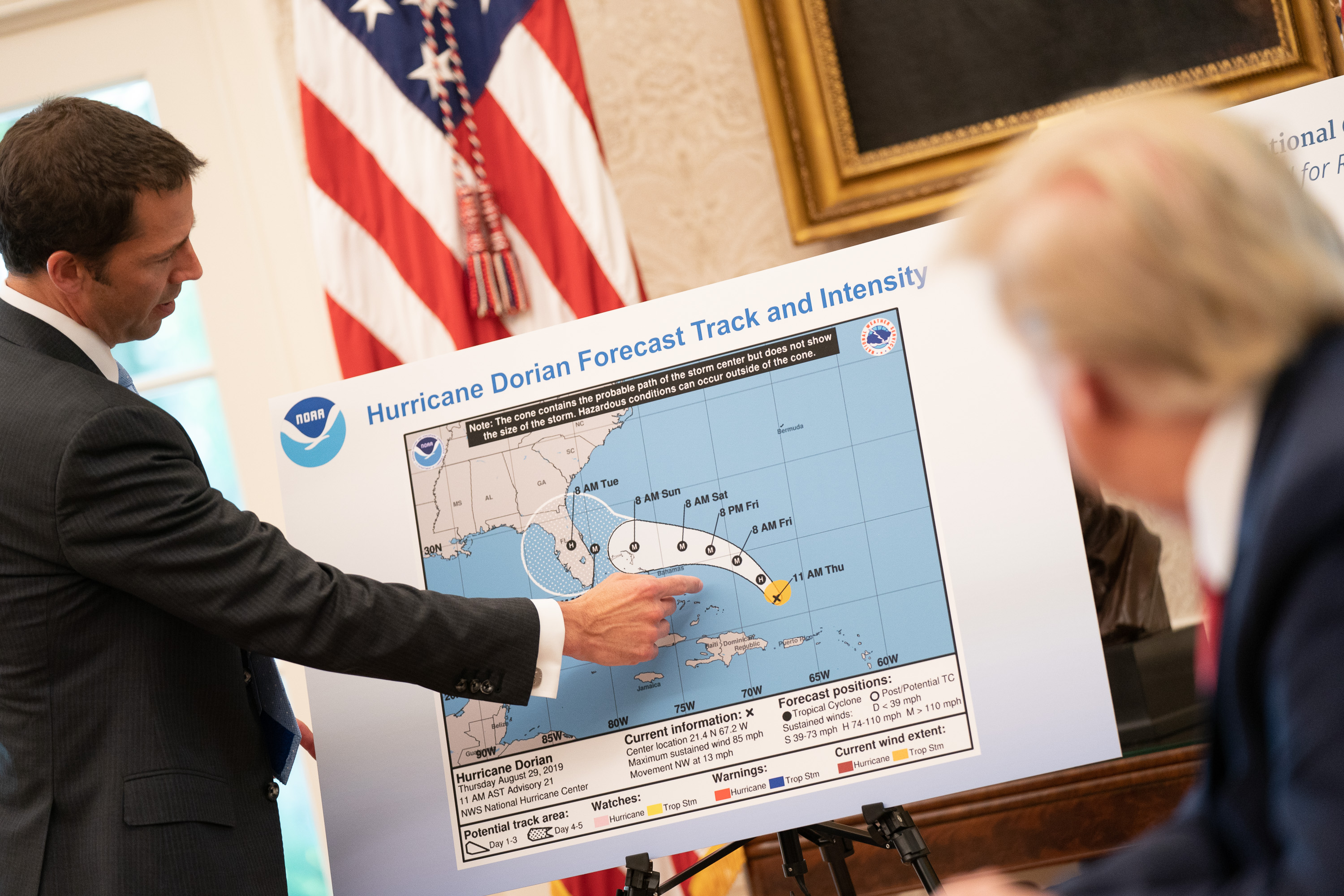
Breffage du président Trump le 29 août montrant la carte originale qui fut falsifiée pour sa conférence du 4 septembre.

Dimanche 1er septembre, il affirma dans un tweet que l'Alabama faisait partie des États qui pourraient être frappés par l'ouragan. Quelques minutes plus tard, le bureau du National Weather Service à Birmingham (Alabama) émit son propre tweet pour vivement souligner que cet État n'était pas sur la trajectoire de l'ouragan. Visiblement irrité par les articles ayant mis en lumière cette inexactitude, le président a dit dans un tweet le lendemain : « J'ai suggéré hier que (...) l'Alabama pourrait possiblement être touché, ce qui était VRAI. Ils en font toute une affaire... La seule chose qui intéresse les Fake News, c'est de rabaisser et de dénigrer ».
Persistant dans cette voie, le président convoqua une conférence de presse le mercredi 4 septembre dans le Bureau ovale où il montra la carte du National Hurricane Center (NHC) datée du 29 août et qui comportait un trait visiblement ajouté au crayon noir, de type « Sharpie », pour que l'État de l'Alabama soit inclus dans la zone de prévision. Face aux critiques, il a diffusé pour se justifier le même soir une autre carte, datée du 28 août, d'un diagramme spaghetti de nombreux modèles de prévision numérique du temps venant de la « South Florida Water Management Office » et qui n'avait rien à voir avec la prévision officielle.
Le 6 septembre, la NOAA a publié une déclaration à l'appui de la revendication initiale de Trump, indiquant notamment que les modèles NHC « démontraient que les vents de l'ouragan Dorian provoqués par une tempête tropicale pourraient avoir une incidence sur l'Alabama ». La déclaration faisait également valoir que le tweet du bureau de NWS à Birmingham était incorrect car il « parlait en termes absolus, incompatibles avec les probabilités des meilleurs produits de prévision disponibles à ce moment-là ». Cette déclaration de la NOAA contredisait sa propre déclaration du 1er septembre selon laquelle « la trajectoire de prévision actuelle de Dorian n'inclut pas l'Alabama » et a provoqué l'indignation des météorologues du National Weather Service. Un ancien directeur du National Hurricane Center, Bill Read, et le président de leur syndicat (NWS Employees Organization) ont déclaré que la déclaration du 6 septembre était « politique, totalement dégoûtante, hypocrite et sans fondement scientifique »,.
Le 9 septembre, le New York Times a révélé que le secrétaire au Commerce, Wilbur Ross, aurait été l'initiateur de la déclaration du 6 septembre par la NOAA. Il aurait appelé Neil Jacobs, administrateur par intérim de la NOAA, et lui aurait ordonné de supprimer la contradiction apparente avec les déclarations du président Trump. Jacobs s'y serait opposé et aurait été alors informé que les plus hauts responsables de la NOAA seraient licenciés si le désaccord n'était pas résolu. Craig N. McLean, scientifique en chef par intérim de la NOAA, a déclaré qu'il enquêterait sur la manière dont la déclaration résultante du 6 septembre avait été publiée.
Lors de la conférence annuelle de la National Weather Association, qui par coïncidence se tenait en Alabama du 7 au 12 septembre, le patron du service météorologique national lui-même, Louis Uccellini, a défendu les siens publiquement. Bill Murray, président d'une société privée de météo basée à Birmingham a aussi défendu le service public dont le travail est de sauver des vies et non de se préoccuper de politique, mentionnant que la prévision du NHC avait été un « success story ».

## Retrait du nom
En raison des effets désastreux de Dorian, en particulier aux Bahamas, le nom devait être retiré  lors de la réunion de l'Organisation météorologique mondiale du printemps 2020. Celle-ci fut tenu en ligne et raccourcie en raison de la pandémie de Covid-19 ce qui n'a pas donné le temps nécessaire pour discuter des retraits potentiels et des remplacements de noms de cyclones tropicaux,. Pendant la réunion de 2021, Dorian finalement été et ne sera plus jamais utilisé pour un autre ouragan de l'Atlantique. Il sera remplacé par Dexter pour la saison 2025,.